# Sternobrithes fuscicornis
Sternobrithes fuscicornis är en tvåvingeart som beskrevs av Mario Bezzi 1914. Sternobrithes fuscicornis ingår i släktet Sternobrithes och familjen vapenflugor.
Artens utbredningsområde är Guinea. Inga underarter finns listade i Catalogue of Life.